# Krzywa Wieża w Toruniu
Krzywa Wieża w Toruniu – średniowieczna baszta miejska znajdująca się na Starym Mieście, przy ul. Pod Krzywą Wieżą 1 w Toruniu.
Wysokość wieży wynosi 15 m. Jej odchylenie od pionu wynosi 146 cm.

## Historia
Powstała w 1 poł. XIV wieku. Była jedną z kilkudziesięciu baszt w murach obronnych Torunia. Prawdopodobnie budowla pochyliła się już w XIV wieku za sprawą osunięcia się piaszczystego podłoża. Pierwotnie w skład baszty wchodziły trzy zewnętrzne ściany. Umożliwiały one wciąganie na jej górną kondygnację pocisków i wrzących cieczy. Nie pełniła ona jednak większego znaczenia obronnego. Rozwój artylerii przyczynił się do zaniku obronnego znaczenia wieży. W XVIII wieku w Krzywej Wieży mieściło się więzienie dla kobiet. W XIX wieku wieża została adaptowana na mieszkania.
W latach 50. w Krzywej Wieży mieścił się pub. W 1976 roku w Krzywej Wieży mieściła się siedziba Toruńskiego Towarzystwa Kultury. W 2008 roku budynek był remontowany w celu dostosowania go do potrzeb Miejskiego Centrum Kultury Toruń 2016. W 2018 roku budynek udostępniono turystom. Na początku 2022 roku przeprowadzono kolejny remont, który objął prace nad elewacją, gankiem wzdłuż muru i dachem.

## Krzywa Wieża w kulturze
W Krzywej Wieży powstały ujęcia do filmu Kto nigdy nie żył… reż. Andrzeja Seweryna, Caissa Marcela Woźniaka i Panoptikon Marcina Gładycha.

### Krzywa Wieża w legendach
Krzywa Wieża pojawia się w wielu legendach toruńskich. Według jednej wieżę wybudował krzyżak, który wbrew obowiązującym go zasadom nawiązał romans z córką bogatego kupca. Za złamanie ślubu czystości miał w ramach pokuty zbudować pochyłą wieżę, jako symbol odejścia od reguły zakonnej.
Popularną tradycją wśród zwiedzających Toruń stanowi opieranie się plecami o ścianę wieży. Według zwyczaju osoby, których grzechy są cięższe od grzechu krzyżaka, który za złamanie ślubów czystości zbudował wieżę, nie są w stanie utrzymać równowagi opierając się plecami o ścianę.

## Galeria

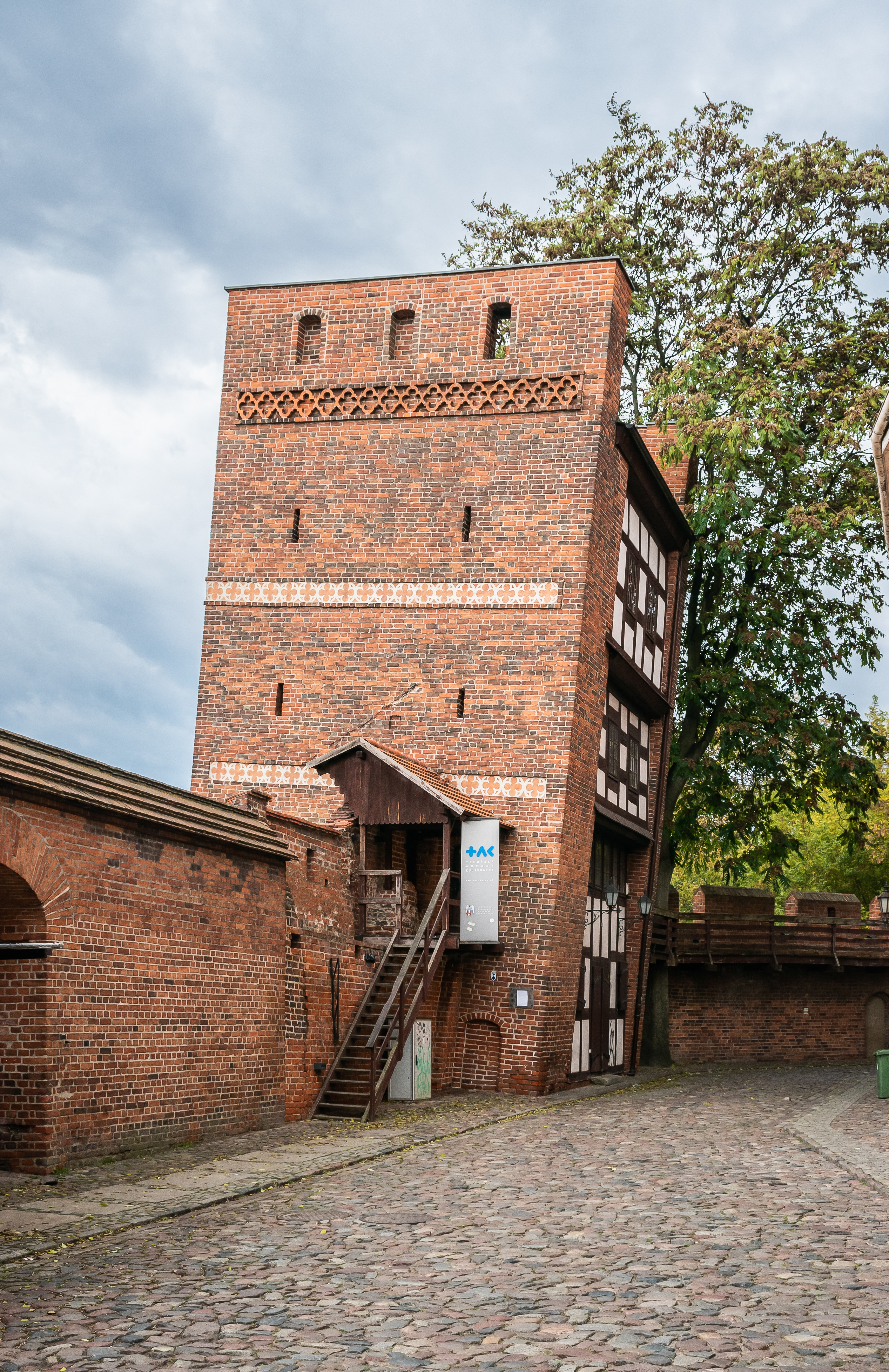
Widok od strony wschodniej
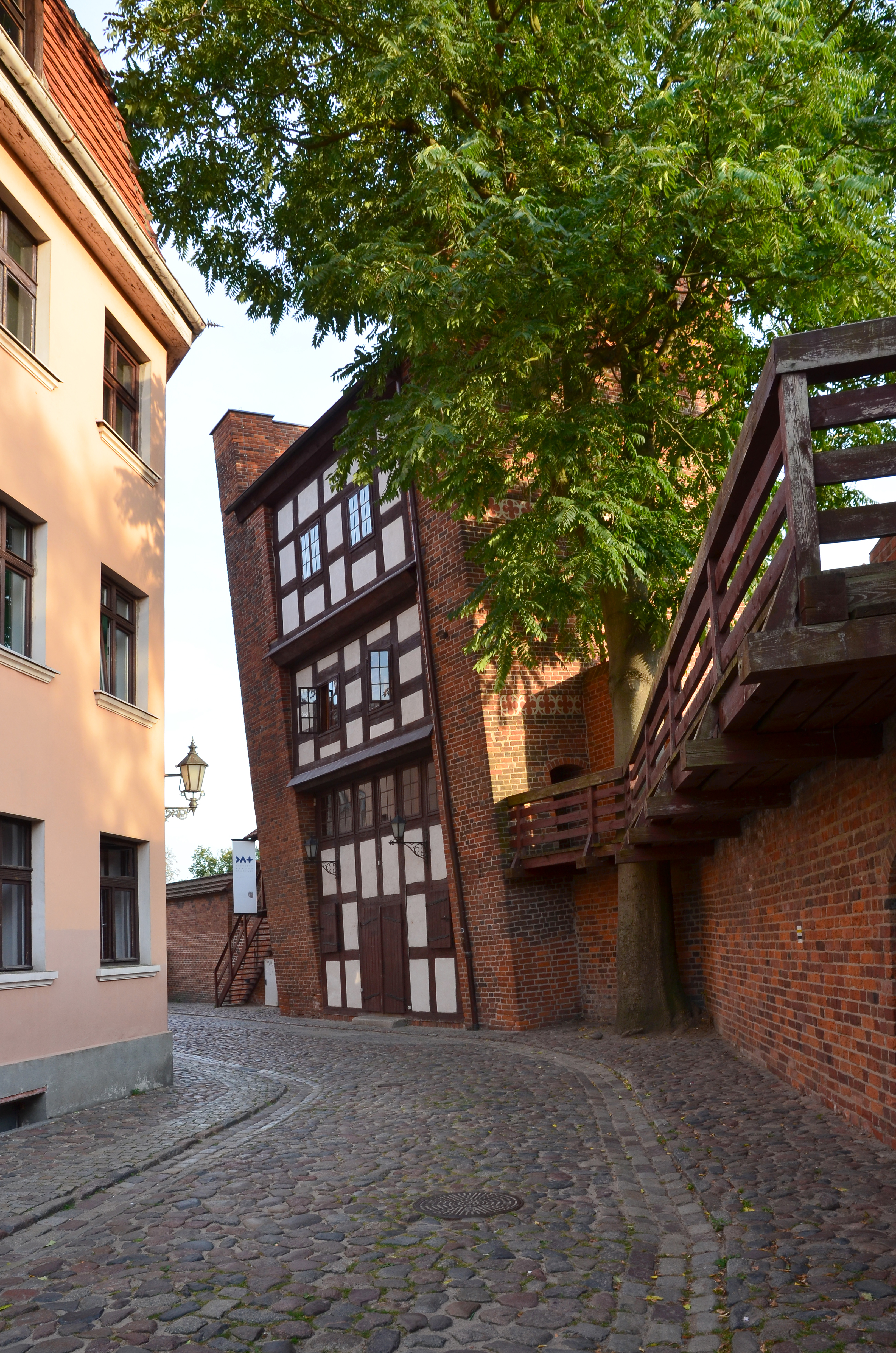
Widok od strony północnej
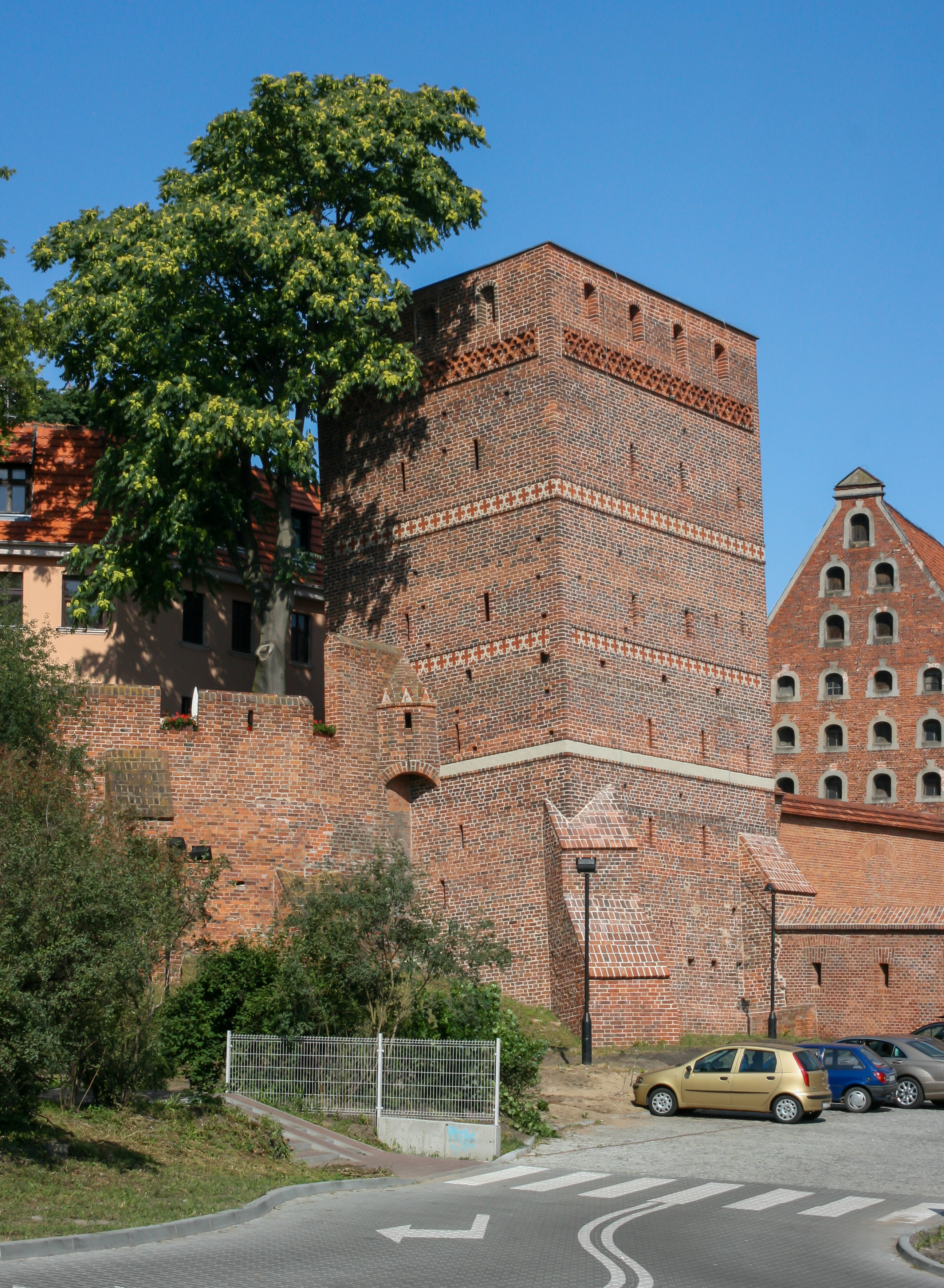
Widok od strony południowo-zachodniej
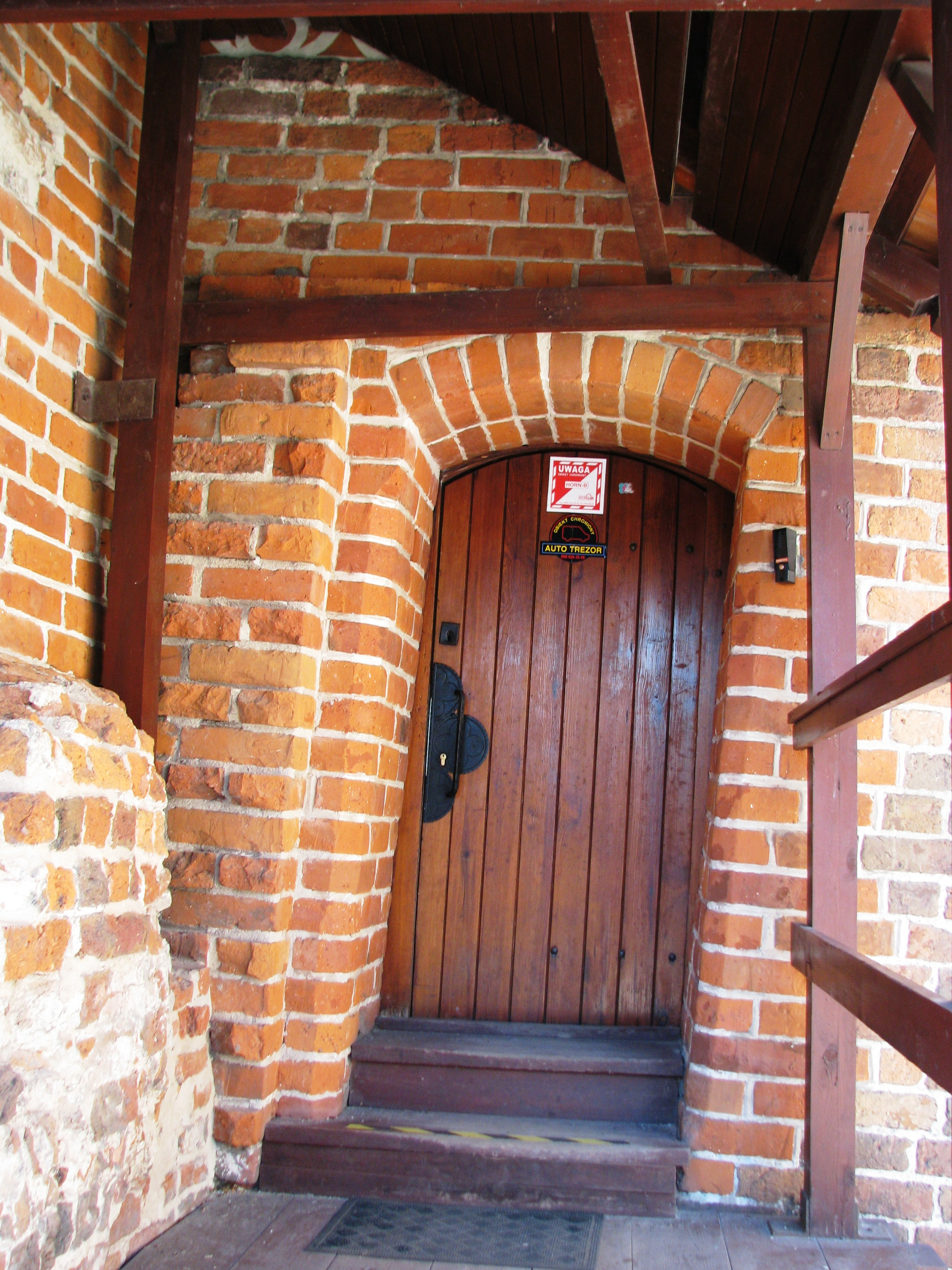
Wejście do wieży z ganku na murze obronnym